# Piotr Towarek
Piotr Towarek (ur. 18 stycznia 1972 w Pasłęku) – polski duchowny, katolicki prezbiter diecezji elbląskiej, muzykolog, liturgista, hagiolog, doktor habilitowany nauk teologicznych, adiunkt w Wydziale Teologii Uniwersytetu Warmińsko-Mazurskiego w Olsztynie, kierownik elbląskiego oddziału Polskiego Towarzystwa Teologicznego.

## Życiorys
Absolwent Wyższego Seminarium Duchownego Diecezji Elbląskiej (1997). Przez kolejne dwa lata wikariusz w parafii katedralnej św. Mikołaja w Elblągu. W latach 1999–2006 odbył studia specjalistyczne z muzykologii oraz liturgiki w Katolickim Uniwersytecie Lubelskim Jana Pawła II uwieńczone rozprawami: Postulaty organmistrzowskie Arnolta Schlicka w traktacie „Spiegel der Orgelmacher und Organisten” z 1511 r. (2004) oraz Liturgia i teologia egzorcyzmów w księgach liturgicznych po Soborze Watykańskim II (2006). Od roku 1997 dyrygent chóru seminaryjnego, a w latach 2006-2024 wykładowca muzyki kościelnej oraz liturgiki w Wyższym Seminarium Duchownym Diecezji Elbląskiej. Wykładowca liturgiki w Misyjnym Seminarium Duchownym Księży Werbistów w Pieniężnie (2006-2017), wykładowca Wydziału Teologii Uniwersytetu Warmińsko-Mazurskiego w Olsztynie (2009-2016). Nauczyciel religii oraz prowadzący kameralny zespół muzyki kościelnej w Zespole Państwowych Szkół Muzycznych w Elblągu im. K. Wiłkomirskiego (2006-2016).
Od 2006 Delegat Biskupa Elbląskiego ds. organistów i muzyki kościelnej, a od 2014 przewodniczący Komisji ds. muzyki kościelnej diecezji elbląskiej; założyciel i dyrektor „Elbląskiej Szkoły Kantorów”, założyciel i dyrygent orkiestry kameralnej „Capella Sancti Nicolai” (2000). Egzorcysta diecezjalny (2010-),członek Diecezjalnej Komisji Liturgicznej (2014-), diecezjalny korespondent Katolickiej Agencji Informacyjnej (2015-), sekretarz I synodu diecezji elbląskiej i notariusz Kurii Diecezjalnej Elbląskiej (2016-), redaktor naczelny „Studiów Elbląskich” (2017-), rzecznik prasowy diecezji elbląskiej (2019-), delegat Biskupa Elbląskiego ds. liturgii oraz ceremoniarz Biskupa Elbląskiego (2020-). Autor monografii „Egzorcyzm. Historia, liturgia, teologia” [Olsztyn 2008, wyd. II Olsztyn 2013], wyróżnionej nagrodą im. ks. prof. Adama Duraka z zakresu teologii [edycja 2009: kategoria: publikacje], autor artykułów naukowych i popularnonaukowych oraz haseł w Encyklopedii Katolickiej (KUL). Główne kierunki badań: hagiologia aspektowa, historia i teologia liturgii, historia i teologia muzyki, instrumentologia, analiza i retoryka muzyczna. 
Habilitacja (w dziedzinie nauk teologicznych) uzyskana 20 marca 2024 r. na Wydziale Teologicznym Uniwersytetu Mikołaja Kopernika w Toruniu. Tytuł głównego osiągnięcia naukowego: Wielkie formy muzyczne miejscem teologicznej pamięci o Świętych.
Od 1 lipca 2016 kapelan i sekretarz biskupa elbląskiego Jacka Jezierskiego. Kanonik honorowy (2020), kanonik rzeczywisty (2025) Kwidzyńskiej Kapituły Współkatedralnej w Kwidzynie.

## Wybrane publikacje
- Egzorcyzm. Historia, liturgia, teologia, wyd. I: Olsztyn 2008, ISBN 978-83-88125-58-4, wyd. II: Olsztyn 2013 ISBN 978-83-62872-22-0.
- Służba Boża w świetle rytuału biskupa Karola Hohenzollerna z 1800 roku, [w:] Agendy i rytuały diecezji warmińskiej (1574-1939), red. W. Nowak, Olsztyn 1999, s. 221–287, ISBN 83-87643-51-3.
- Kultura muzyczna w Elblągu w II połowie XIX wieku w świetle felietonów i esejów prasowych Henryka Nitschmanna, [w:] Henryk Nitschmann 1826-1905. Materiały z sesji naukowej zorganizowanej z okazji setnej rocznicy śmierci, red. W. Długokęcki, Elbląg 2005, s. 75–97, ISBN 83-922828-7-6.
- Geneza i kształtowanie się posługi egzorcysty w Kościele, „Studia Elbląskie” 8 (2007), s. 111–122
- Średniowieczny dramat liturgiczny i jego oddziaływanie na współczesną liturgię Kościoła, „Studia Elbląskie” 9 (2008), s. 101–111
- Mszalne „gratiarum actio” i „canticum laudis” w świetle dokumentów Kościoła, „Studia Elbląskie” 10 (2009), s. 157–166
- Formuły egzorcystyczne w potrydenckiej liturgii błogosławieństw, „Seminare” 27 (2010), s. 29–39
- Cechy zewnętrzne organów w świetle traktatu „Spiegel” z 1511 roku, „Studia Elbląskie” 11(2010), s. 373–381
- „Akathistos” ku czci Bogurodzicy: historia, autorstwo i teologia dzieła, „Studia Elbląskie” 12(2011), s. 251–263
- Psalm responsoryjny w historii i we współczesności, „Studia Elbląskie” 13(2012), s. 45–54
- Znaczenie i funkcje introitu mszalnego, „Studia Elbląskie” 14(2013), s. 359–370
- Egzorcyzmy Kościoła Katolickiego w reformie trydenckiej, [w:] Zjawiska magiczno-demoniczne na terenie dawnych ziem pruskich na tle porównawczym, red. K. Grążawski i J. Gancewski, Olsztyn 2014, s. 303–316, ISBN 978-83-7299-851-4.
- Egzorcyzm autoapologią Jezusa Chrystusa, [w:] Veritas Christi liberat. Księga pamiątkowa ku czci Księdza Biskupa Jacka Jezierskiego w 65. rocznicę urodzin, 40. rocznicę kapłaństwa i 20. rocznicę biskupstwa, red. K. Parzych-Blakiewicz, P. Rabczyński, J. Wojtkowski, Olsztyn 2014, s. 713–723, ISBN 978-83-61864-38-7.
- Chrześcijańska symbolika instrumentów muzycznych, „Studia Elbląskie” 15(2014), s. 221–232
- Maria Magdalena w wielkich formach muzycznych, [w:] Św. Maria Magdalena w wierze, pobożności, teologii i sztuce – dawniej i dziś. Perspektywa uniwersalna i regionalna, red. bp J. Jezierski, K. Parzych-Blakiewicz, ks. P. Rabczyński, Olsztyn 2015, s. 143–156, ISBN 978-83-65210-10-4.
- Taniec w liturgii, w: In nomine Domini. Księga Pamiątkowa ku czci Księdza Biskupa Jana Styrny w 50. rocznicę posługi kapłańskiej, red. S. Sojka, S. Ewertowski, Olsztyn-Elbląg 2015, s. 87-97, ISBN 978-83-64129-16-2
- Święta Katarzyna Aleksandryjska w muzycznych opracowaniach mszalnych i oratoryjnych, [w:] Święta Katarzyna Aleksandryjska w wierze, pobożności, teologii i sztuce – dawniej i dziś. Perspektywa uniwersalna i regionalna, red. bp J. Jezierski, K. Parzych-Blakiewicz, ks. P. Rabczyński, Olsztyn 2016, s. 153–165, ISBN 978-83-65210-31-9.
- J. Bosko, J. Jezierski, P. Towarek, Błogosławiona Dorota z Mątów w sztuce sakralnej, [w:] Beata Dorothea Montoviensis, Prusiae Patrona. 40 rocznica zatwierdzenia kultu błogosławionej Doroty z Mątów Wielkich, red. W. Zawadzki, Kwidzyn 2017, s. 153–180, ISBN 978-83-63355-04-3.
- J. Jezierski, P. Towarek, Ks. Stefan Ewertowski – kapłan, wychowawca, profesor, [w:] Veritatem revelare. Księga pamiątkowa dedykowana ks. dr. hab. Stefanowi Ewertowskiemu prof. UWM w 40-lecie święceń kapłańskich i 65-lecie urodzin, red. M. Karczewski, S. Mikołajczyk, J. Ruciński, Olsztyn 2017, s. 25–38.
- Ptaszarnia Boża: chrześcijańska symbolika gołębi, [w:] Veritatem revelare. Księga pamiątkowa dedykowana ks. dr. hab. Stefanowi Ewertowskiemu prof. UWM w 40-lecie święceń kapłańskich i 65-lecie urodzin, red. M. Karczewski, S. Mikołajczyk, J. Ruciński, Olsztyn 2017, s. 221–233, ISBN 978-83-64129-50-6.
- Głosy organowe w świetle traktatu „Spiegel der Orgelmacher und Organisten” [1511], „Studia Elbląskie” 18(2017), s. 245–259.
- J. Jezierski, P. Towarek, Jan Styrna, drugi biskup elbląski w latach 2003–2014, [w:] Srebrny jubileusz diecezji elbląskiej. Tradycja, struktury, ludzie, red. W. Zawadzki, Elbląg 2018, s. 301–320.
- J. Jezierski, P. Towarek, Profesorowie i wykładowcy Wyższego Seminarium Duchownego w Elblągu w latach 1992–2017, [w:] Srebrny jubileusz diecezji elbląskiej. Tradycja, struktury, ludzie, red. W. Zawadzki, Elbląg 2018, s. 321–345.
- Charakterystyka kultury muzycznej diecezji elbląskiej, [w:] Srebrny jubileusz diecezji elbląskiej. Tradycja, struktury, ludzie, red. W. Zawadzki, Elbląg 2018, s. 239–263, ISBN 978-83-62872-38-1.
- Piszczałki organowe i strój organów według traktatu Arnolta Schlicka „Spiegel der Orgelmacher und Organisten” z 1511 roku, „Roczniki Teologiczne. Muzykologia” 65(2018), z. 13, s. 153–163.
- Ofertorium mszalne wczoraj i dziś, „Studia Elbląskie” 19(2018), s. 207–226.
- Wielkie formy muzyczne dedykowane Matce Bożej Gietrzwałdzkiej, [w:] Matka Boże Gietrzwałdzka w wierze, pobożności, teologii i sztuce – dawniej i dziś. Perspektywa uniwersalna i regionalna, red. K. Parzych-Blakiewicz, S. Kuprjaniuk, Olsztyn 2018, s. 243–262.
- Odznaki pontyfikalne biskupa: historia i symbolika, [w:] Sukcesja i urząd biskupa. Perspektywa polskokatolicka i rzymskokatolicka, red. ks. P. Raczyński, Olsztyn 2018, s. 153–167.
- Wielkie formy muzyczne dedykowane św. Jakubowi Większemu, [w:] Święty Jakub Apostoł (Większy) w wierze, pobożności, teologii i sztuce – dawniej i dziś. Perspektywa uniwersalna i regionalna, red. K. Parzych-Blakiewicz, E. Mączka, Olsztyn 2019, s. 111–133.
- Wielkie formy muzyczne dedykowane św. Jackowi Odrowążowi, „Studia Elbląskie” 20(2019), s. 177–192.
- Pierwszy synod diecezji elbląskiej jako przykład synodu diecezjalnego, w: Synodalnośc. Perspektywa polskokatolicka i rzymskkatolicka, red. P. Rabczyński, Pelplin 2020, s. 179-190.
- "Communiones" mszalne dawnej i dziś, "Studia Elbląskie" 21(2020), s. 131-153.
- Modlitwa „Sub Tuum praesidium”: czas powstania, miejsce w liturgii oraz recepcja w kulturze muzycznej. Zarys problematyki, „Vox Patrum” 80(2021), s. 239-268.
- Wielkie formy muzyczne dedykowane św. Józefowi, „Studia Elbląskie” 22(2021), s. 227-257.
- Messe Kompositionen zu Ehren der Heiligen Anna. Umriss der Problematik, „Roczniki Humanistyczne” t. 69, nr 12(2021), s. 183-196[14].
- Wielkie formy muzyczne dedykowane świętej Annie, w: Święta Anna w wierze, pobożności, teologii i sztuce – dawniej i dziś. Perspektywa uniwersalna i regionalna, red. E.M. Mączka, S. Mikołajczak, Olsztyn 2021, s. 131-154[a][15].
- Św. Marcin z Tours w średniowiecznych propriach mszalnych. Zarys problematyki, w: Święty Marcin w wierze, pobożności sztuce – dawniej i dziś. Perspektywa uniwersalna i regionalna, red. E.M. Mączka, S. Mikołajczak, M. Piechocka-Kłos, ks. P. Towarek, Olsztyn 2022, s. 53-74 .
- Biskup – Eucharystia – Ekumenizm, red. ks. P. Rabczyński, ks. P. Towarek, Wydawnictwo Bernardinum: Pelplin 2023.
- Great musical forms dedicated to Saint Martin of Tours. Outline of the issues, "Nurt SVD" vol. 153(2023), no. 1, p. 189-217, ISSN 1233-9717.
- Great musical forms dedicated to Saints Cyril and Methodius, „Forum Teologiczne” 24(2023), p.. 143–158.

1. ↑  Rozszerzona i rozbudowana wersja opracowania Messe Kompositionen zu Ehren der hieligen Anna. Umriss der Probematik (s. 131).